# Zvezda (film)
Zvezda är en rysk krigsfilm från 2002 i regi av Nikolaj Lebedev.

## Handling
Det är sommaren 1944 och operation Bagration ska just dra igång på östfronten. Vid en sektion av fronten har två ryska rekognoseringspatruller försvunnit spårlöst på tyskt område och militärledningen har fått upp intresset för vad som tyskarna kan tänkas vilja dölja. En patrull på sju man sätts samman och skickas in på andra sidan fronten för att spionera och lämna rapport via radio, med kodnamnet Zvezda (stjärna). 

## Rollista (i urval)
- Igor Petrenko - Travkin
- Artyom Semakin - Vorobej
- Aleksej Panin - Mamochkin
- Aleksej Kravtjenko - Anikanov
- Anatolij Gusjtjin - Bykov
- Amadu Mamadakov - Temdekov
- Jurij Laguta - Brazhnikov